# Trebigne

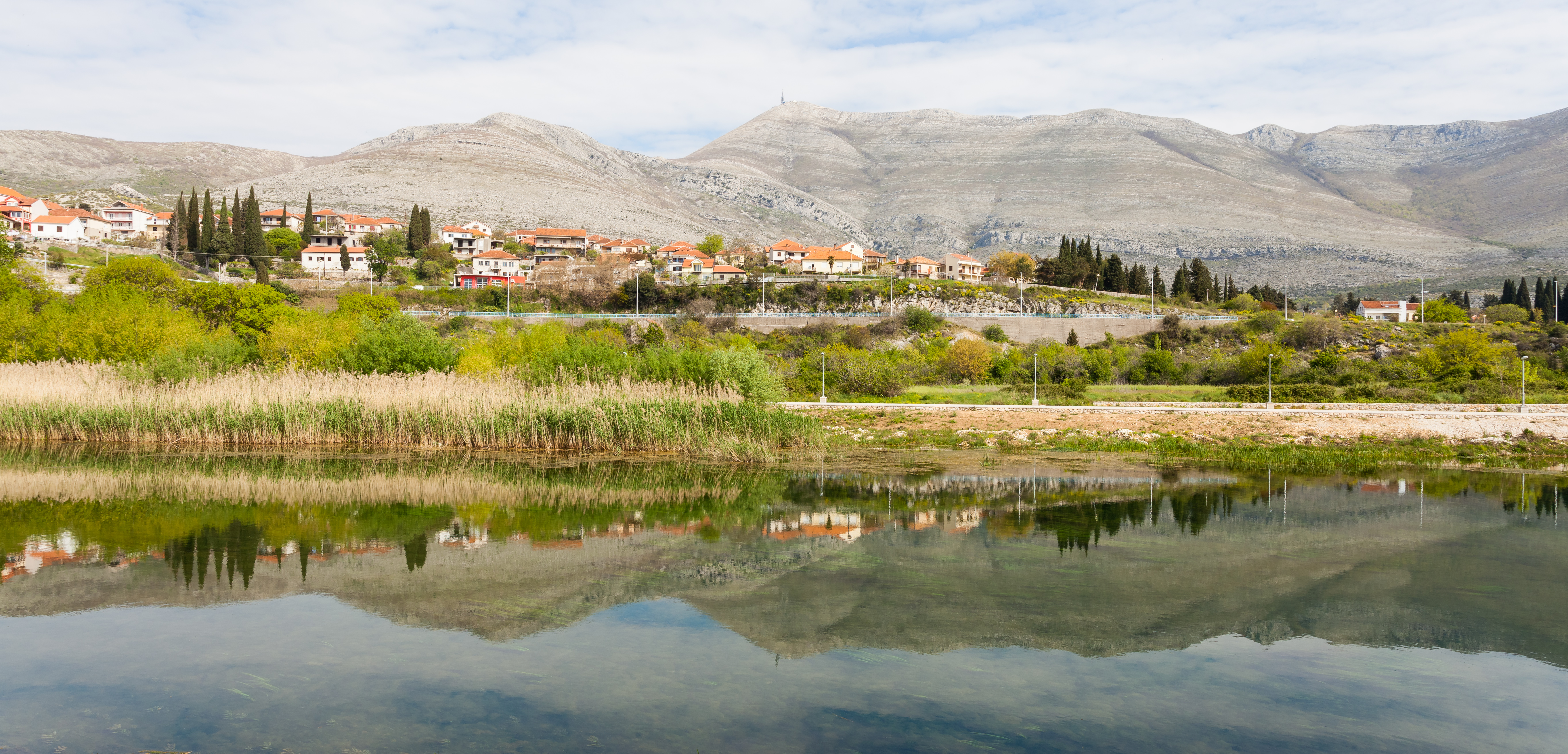
Fiume Trebisnjica

Trebigne (in serbo Trebinje, Требиње) è un comune della Repubblica Serba di Bosnia ed Erzegovina situato al confine con la Croazia non lontano da Ragusa con 31 433 abitanti al censimento 2013.

## Geografia fisica
Trebigne sorge nell'estremo sud-est della Bosnia-Erzegovina, a circa 30 km dalla città croata di Ragusa. È situata all'interno di una regione carsica ed è attraversata dal fiume Trebišnjica.

## Storia
Fu conquistata dagli Ottomani assieme a tutto il resto dell'Erzegovina nel 1482.
Nel corso della guerra di Bosnia fu stabilmente nelle mani delle truppe federali jugoslave che impiegarono la città come basi per le operazioni militari contro il porto croato di Ragusa. Nel 1992 fu proclamata capitale della Regione autonoma serba dell'Erzegovina.

## Monumenti e luoghi d'interesse
- Cattedrale della Natività di Maria, di rito cattolico.
- Ponte di Arslanagić, costruito per volontà di Sokollu Mehmed Pascià, è situato a nord del centro storico.
- Monastero di Hercegovačka Gračanica, costruito nel 2000 sul modello del monastero di Gračanica in Kosovo.

## Geografia antropica

### Località

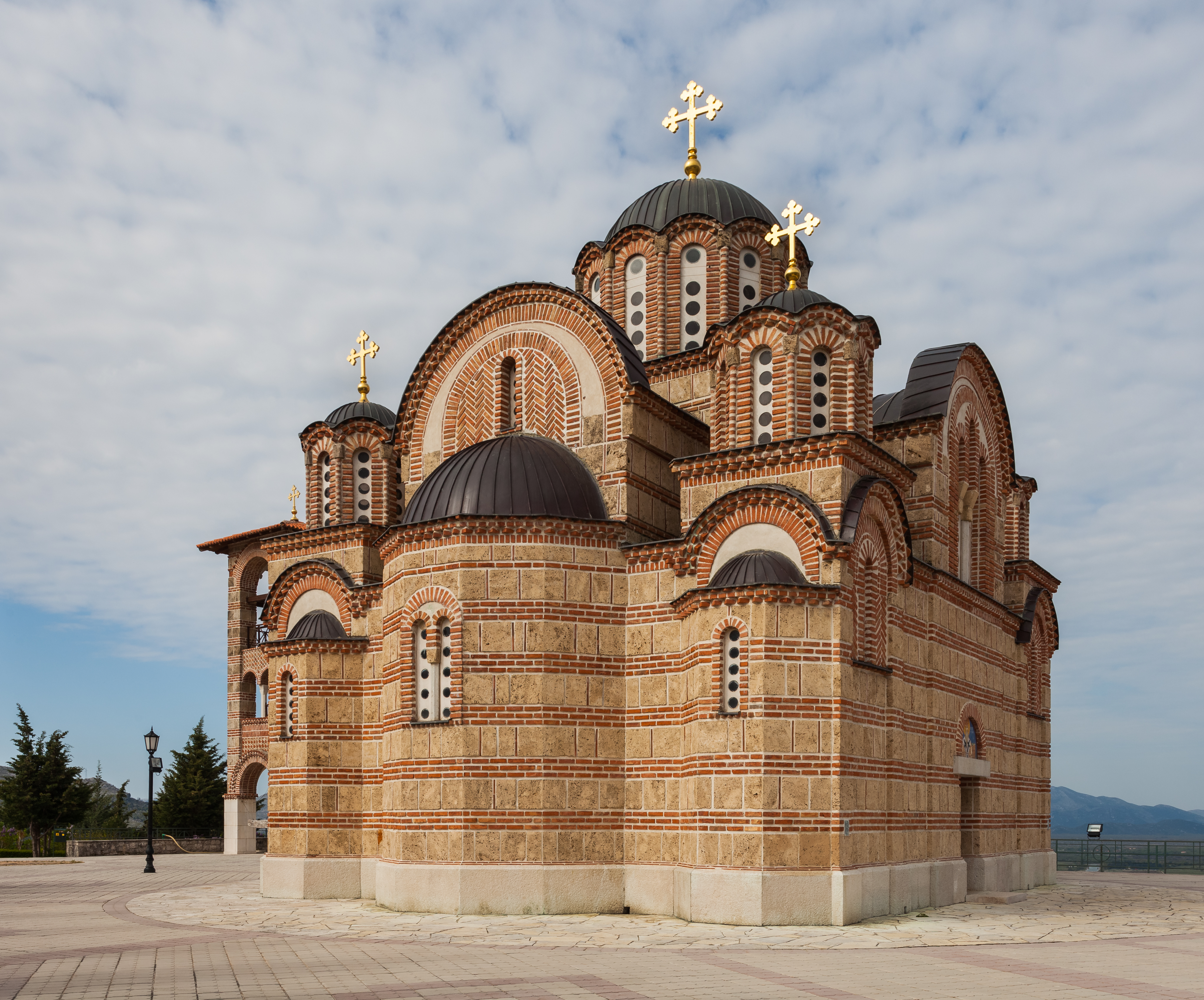
Chiesa di Nova Gracanica

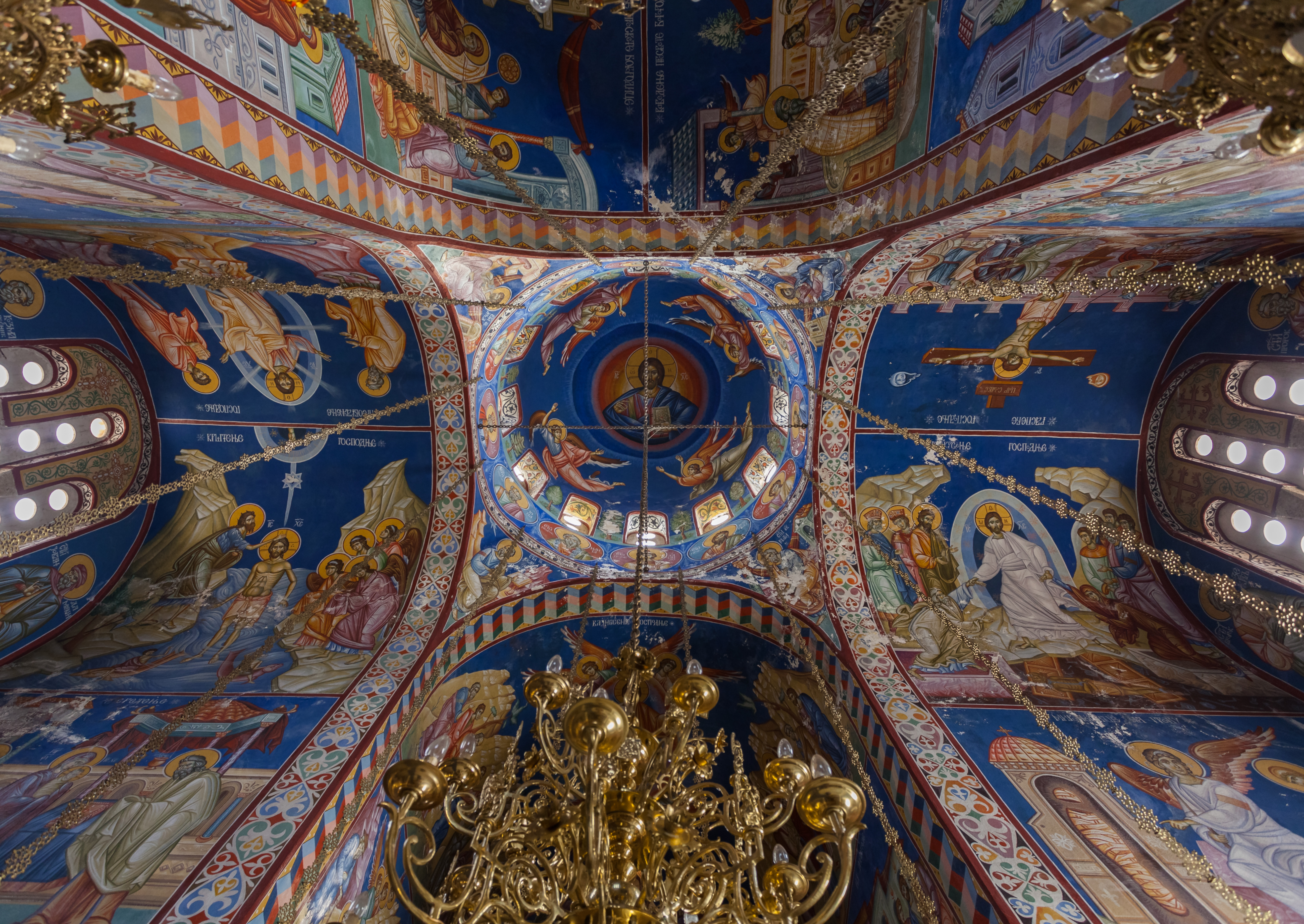
Chiesa Nova Gracanica

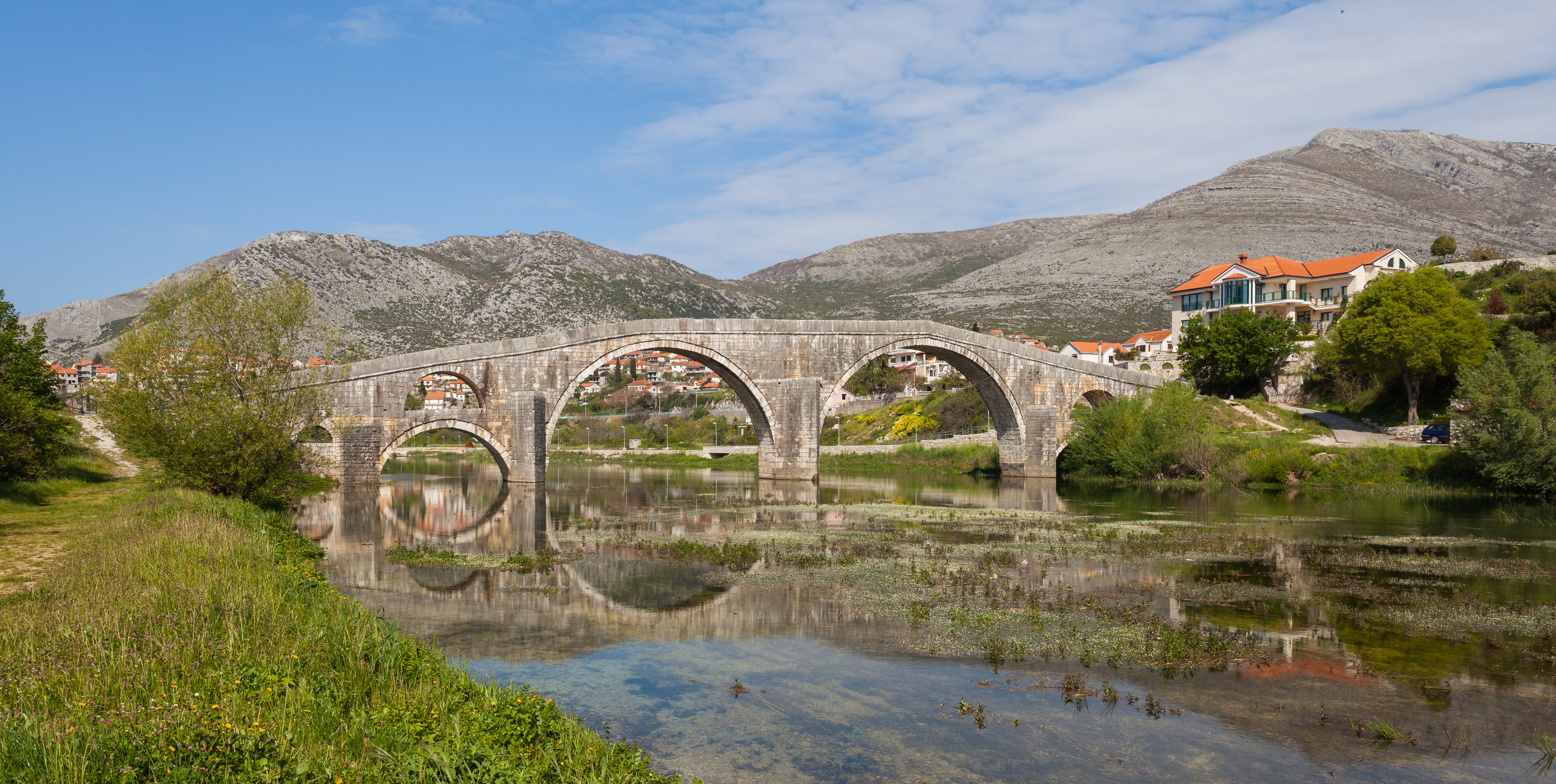
Ponte Arslanagić

Il territorio comunale comprende, oltre al capoluogo, i 177 centri abitati di Aranđelovo, Arbanaška, Arslanagića Most, Begović Kula, Bihovo, Bijelač, Bijograd, Bioci, Bodiroge, Bogojević Selo, Borilovići, Brani Do, Brova, Budoši, Bugovina, Cerovac, Cicina, Cicrina, Čvarići, Đedići, Desin Selo, Diklići, Do, Dobromani, Dodanovići, Dolovi, Domaševo, Donja Kočela, Donje Čičevo, Donje Grančarevo, Donje Vrbno, Donji Orovac, Dračevo, Dražin Do, Drijenjani, Dubljani, Dubočani, Duži, Glavinići, Gojšina, Gola Glavica, Gomiljani, Gornja Kočela, Gornje Čičevo, Gornje Grančarevo, Gornje Vrbno, Gornji Orovac, Grab, Grbeši, Grbići, Grkavci, Grmljani, Hum, Janjač, Jasen, Jasenica Lug, Jazina, Jušići, Klikovići, Klobuk, Konjsko, Korlati, Kotezi, Kovačina, Kraj, Krajkovići, Kremeni Do, Krnjevići, Kučići, Kunja Glavica, Lapja, Lastva, Lokvice, Lomači, Lug, Lušnica, Ljekova, Ljubovo, Marić Međine, Mesari, Mionići, Morče, Mosko, Mrkonjići, Mrnjići, Necvijeće, Nikontovići, Ograde, Orah, Orašje Površ, Orašje Zubci, Parojska Njiva, Petrovići, Pijavice, Podstrašivica, Podštirovnik, Podvori, Poljice Čičevo, Poljice Popovo, Prhinje, Pridvorci, Rapti Zupci, Rasovac, Sedlari, Skočigrm, Staro Slano, Strujići, Šarani, Šćenica Ljubomir, Taleža, Todorići, Trebijovi, Tuli, Tulje, Turani, Turica, Turmenti, Tvrdoš, Ubla, Ugarci, Ukšići, Uvjeća, Veličani, Velja Gora, Vladušići, Vlasače, Vlaška, Volujac, Vrpolje Ljubomir, Vrpolje Zagora, Vučija, Zagora, Zgonjevo, Žakovo, Ždrijelovići, Željevo e Župa, e parte dei centri abitati di Baonine, Orašje Popovo e Rapti Bobani.

## Società

### Etnie e minoranze straniere
Secondo il censimento tenuto in Bosnia ed Erzegovina nel 1991, la composizione etnica della popolazione era la seguente:
Intero comune:
- Serbi - 21 349 (68,87%)
- Bosgnacchi - 5 571 (17,97%)
- Croati - 1 246 (4,01%)
- Iugoslavi - 1 642 (5,29%)
- Altri - 1 188 (3,86%)

Città:
- Serbi - 14 915 (68,19%)
- Bosgnacchi - 4 228 (19,33%)
- Croati - 347 (1,58%)
- Iugoslavi - 1 470 (6,72%)
- Altri - 910 (4,18%)

## Sport

### Calcio
La squadra principale della città è il Fudbalski Klub Leotar.